# Lusitanops lusitanicus
Lusitanops lusitanicus là một loài ốc biển, là động vật thân mềm chân bụng sống ở biển trong họ Conidae.

## Phân bố
các vùng nước thuộc châu Âu